# 小行星4018
小行星4018（4018 Bratislava）是一颗绕太阳运转的小行星，为主小行星带小行星。该小行星于1980年12月30日发现。

## 轨道参数
小行星4018的轨道半长轴为2.5794720 UA，离心率为0.166。